# Nardostachys
Nardostachys is een geslacht uit de kamperfoeliefamilie (Caprifoliaceae). 
Het geslacht telt een soort: narduskruid (Nardostachys jatamansi). Deze komt voor in China, Bhutan, Myanmar, Bangladesh, India en Nepal. Uit deze soort wordt een intens geurige olie gewonnen, nardus geheten. 
... · 
Centranthus · 
Dipsacus (Kaardenbol) · 
Lonicera (Kamperfoelie) ·  
Knautia · 
Linnaea · 
Nardostachys · 
Scabiosa · 
Succisa · 
Symphoricarpos · 
Valeriana (Valeriaan) ·  
Valerianella (Veldsla) · 
Weigela · 
...